# 伴勇太郎
伴 勇太郎（ばん ゆうたろう、1937年2月22日 - ）は、日本の男性俳優。本名は松田 啓余志（まつだ ひろよし）。

## 来歴・人物
1964年に映画『勝負は夜つけろ』のドスの男役で俳優デビュー。以後、大映京都や映像京都作品の常連として数多くの映画や時代劇に出演。
坊主頭にあごひげという風貌で大前均らと同様に専ら巨漢の悪役を演じていた。特に『必殺シリーズ』への出演は多く、常連俳優の1人であった。
大映ニューフェイスで平泉成と同期生。
1995年を最後に引退してから長らく表舞台に出ることは無かったが、2020年には雑誌のインタビューに応じている。

## 出演作品

### テレビドラマ
- ザ・ガードマン 第346話 「結婚ウハウハ団体列車」（1971年、TBS）
- 絵島生島 第12話「あだし世」（1972年、12ch）
- 地獄の辰捕物控 第2話 「御用金が死を招く」（1972年、NET）
- 木枯し紋次郎（CX）
  - 第1部・第1シリーズ 
    - 第4話 「女人講の闇を裂く」（1972年）
    - 第7話 「六地蔵の影を斬る」（1972年）

  - 第1部・第2シリーズ
    - 第10話 「飛んで火に入る相州路」（1972年）
- 笹沢左保「峠」シリーズ 第1話 「中山峠に地獄を見た」（1972年、CX）
- 隼人が来る 第18話「謎の御用金」（1972年、CX）
- 紫頭巾（1972年、12ch）
  - 第4話 「必剣朝焼けの空に斬る」
  - 第13話 「必殺剣! 破れ蛇の目」 - 鳥羽要蔵
- 熱血猿飛佐助 第14話 「若者よ大きく生きよう」（1973年、TBS） - 光輪坊
- 唖侍鬼一法眼 第1話 「唇から歌を奪われた男」（1973年、NTV / 勝プロダクション） - 人相書の男
- 水戸黄門シリーズ（TBS / C.A.L）
  - 第4部（1973年）
    - 第4話 「鬼と呼ばれた娘 -三国峠-」 - 盗賊
    - 第24話 「牢破り -石巻-」

  - 第16部 第31話「頑固くらべ献上茶釜 -山形-」（1986年） - 大五郎の子分
  - 第18部 第22話 「主人を救った献上銘菓」（1988年）
- おしどり右京捕物車 第2話 「炎 ほのお」（1974年、ABC） - 法華
- 宮本武蔵（1975年、KTV） - 阿岐
- 夫婦旅日記 さらば浪人 第8話 「青葉の侍」（1976年、CX） - 寺坊主
- 斬り捨て御免!（12ch）
  - 第1シリーズ（1980年） 
    - 第6話 「捨て身の勝負 江戸の花」 - 旗本・大岡
    - 第18話 「黄金地獄の闇を斬る」 - 稲妻の新次

  - 第2シリーズ（1981年）
    - 第1・2話 「大奥秘録叛乱の地獄絵巻 前編・後編」 - 水玄
    - 第14話 「血染めの千両富」 - 両念

  - 第3シリーズ（1982年） 
    - 第8話 「三万両の身代金に賭けた命」 - 良念
    - 第11話 「夏の怪 竜神が流す火の涙」 - 浪人
    - 第20話 「女ねずみが天井裏で鳴く」 - 坊主
- 江戸の用心棒 第18話「浮気の現場」（1981年、CX）
- 将軍 SHŌGUN（1981年、ABC） - 囚人
- 日本犯科帳・隠密奉行 「こんぴら人形連続殺人事件の謎を斬る 闇に笑うこんぴら人形」（1981年、CX）
- 必殺シリーズ（ABC / 松竹）
  - 必殺仕掛人 第12話 「秋風二人旅」（1972年） - 浪人・半田
  - 助け人走る
    - 第19話「世情大不安」（1974年） - 正岡
    - 第35話 「危機大依頼」（1973年、TBS） - 刺客

  - 必殺必中仕事屋稼業（ABC / 松竹）
    - 第3話 「いかさま大勝負」（1975年） - 市五郎
    - 第16話 「仕上げて勝負」（1975年） - 了念
    - 第22話 「脅して勝負」（1975年） - 喜兵衛

  - 必殺仕置屋稼業 第19話「一筆啓上 業苦が見えた」（1975年） - 同心 米倉
  - 必殺からくり人 第2話 「津軽じょんがらに涙をどうぞ」（1976年） - 弥蔵の配下
  - 必殺からくり人・血風編 第7話 「恨みに棹さす紅い精霊舟」（1976年） - 喜三次
  - 新 必殺からくり人 第1話 「東海道五十三次殺し旅 日本橋」（1977年） - 仙次郎
  - 翔べ! 必殺うらごろし
    - 第3話 「突然 肌に母の顔が浮かび出た」（1978年） - 自光坊
    - 第20話 「水探しの占い棒が死体を見つけた」（1978年） - 十力

  - 新・必殺仕置人
    - 第17 - 25話 - 闇の俳諧師 ※セミレギュラー
    - 第5話 「王手無用」（1977年） - 文造
    - 第26話 「抜穴無用」（1977年） - 僧林

  - 江戸プロフェッショナル・必殺商売人
    - 第18話 「殺られた主水は夢ん中」（1978年） - 和尚
    - 第22話 「殺した奴をまた殺す」（1978年） - 辰

  - 必殺からくり人・富嶽百景殺し旅 第9話 「深川万年橋下」（1978年） - 浪人
  - 必殺仕事人
    - 第7話 「主水をあやつるバチの音は誰か」（1979年） - 相良
    - 第24話 「冥土へ道連れを送れるか?」（1979年） - 伊兵次
    - 第34話 「釣技透かし攻め」（1979年） - 権助
    - 第55話 「離れ技孤立水火攻め」（1980年） - 番頭・儀助

  - 新・必殺仕舞人 第6話 「南部よしゃれは鬼の道」（1982年） - 立川
  - 新・必殺仕事人（1982年）
    - 第42話 「主水 バクチする」 - 岸
    - 第47話 「主水 かくし芸する」 - 重蔵

  - 必殺シリーズ10周年記念スペシャル 仕事人大集合（1982年） - 闇の俳諧師 ※ノンクレジット
  - 必殺仕事人III
    - 第1話 「殺しを見たのは受験生」（1982年） - 森
    - 第17話 「花嫁探しをしたのは勇次」（1982年） - 関根
    - 第25話 「殺しを見られたのは秀」（1982年） - 商人
    - 第34話 「大名になったのは同級生」（1983年） - 宗心

  - 必殺仕事人IV 第12話 「勇次 鼠小僧と間違えられる」（1983年） - 照旦
  - 必殺仕切人 第1話 「もしも大奥に古狸がいたら」（1984年） - 血不動の権
  - 必殺橋掛人 第8話 「四谷の忍者寺を探ります」（1985年） - 猪狩
  - 必殺仕事人V 第6話 「りつ、減量する」（1985年） - 玄心
  - 必殺仕事人V・激闘編
    - 第8話 「初夢千両殺し」（1985年） - 六顕
    - 第18話 「主水、お嬢様に振り回される」（1986年） - 辰五郎
    - 第24話 「主水、上方の元締と決闘する」（1986年） - 常松

  - 必殺まっしぐら! 第9話 「相手は名古屋の暗殺剣」（1986年） - 酔漢
  - 必殺仕事人V・風雲竜虎編 第4話 「政と女スリ、危機一髪」（1987年） - 六
  - 必殺剣劇人 第5話 「月夜ばかりじゃねぇ!」（1987年） - 由造
  - 新春仕事人スペシャル 必殺忠臣蔵（1987年1月2日） - 刺客
  - 必殺スペシャル・秋 仕事人vs仕事人 徳川内閣大ゆれ! 主水にマドンナ（1989年10月6日） - 殺し屋
- 時代劇スペシャル（CX / 映像京都）
  - 姫四郎流れ旅（1982年2月12日）
  - 刺客街道（1982年5月28日） - 山地武太夫
- 眠狂四郎円月殺法 第15話 「ふたり狂四郎木枯し魔風剣 －浜松の巻－」（1983年、TX） - 弓の浪人
- 長七郎江戸日記（NTV） 
  - 第28話 「月夜の闇退治」（1984年） - 仁造
  - 第23話 「苦死を落とした女」（1988年） - 和尚
  - 第55話 「蛍の哭く川」（1989年） - 村宗達
- 京都マル秘指令 ザ新選組 脅迫 1「24億円の仏像をもらうぞ!」（1984年）
- 服部半蔵 影の軍団（KTV / 東映）
  - 影の軍団III 第11話 「謎の牝豹」（1982年） - 道鬼の手下
  - 影の軍団IV 第21話 「穴の向うの黄金仮面」（1985年）
- 江戸を斬るVII 第14話 「藤の花の殺意」（1987年、TBS / C.A.L） - 虎造
- 月影兵庫あばれ旅 第6話 「妖しい姫君の野望!」（1989年、TX）
- 大忠臣蔵 第1部「刃傷・松の廊下」（1989年、CX） - 関久和
- 名奉行 遠山の金さん（ANB）
  - 第2シリーズ 第3話 「風呂屋の亭主が謎の連続心中」（1989年）
  - 第3シリーズ 第16話 「逆玉の輿を狙った男」（1990年）
  - 第4シリーズ 第5話 「二度誘拐された女」（1991年） - 日照
- 暴れん坊将軍シリーズ（ANB）
  - 暴れん坊将軍II 第170話「コソ泥入門! かあちゃんが欲しい」（1986年） - 鉄造
  - 暴れん坊将軍III 第51話「庶民の夢を喰った奴!」（1989年） - 立花公明
- 江戸中町奉行所 第4話 「濡れ衣晴らして候」（1990年、TX）
- 鬼平犯科帳（CX / 松竹）
  - 第1シリーズ 第23話 「用心棒」（1990年） - 浪人
  - 第2シリーズ スペシャル「熱海みやげの宝物」（1991年） - 念仏
- 岡っ引どぶ 第4話 「謎の連凧殺人事件」（1991年、CX）
- 鞍馬天狗 第34話 「死神」（1991年、TX）
- また又・三匹が斬る! 第6話「伝説の、不老長寿の尼が行く」（1991年、ANB / 東映） - 盗賊
- 喧嘩屋右近 第8話 「賞金稼ぎの裏の顔」（1992年、TX）
- 月曜ドラマスペシャル 古谷一行の金田一耕助シリーズ（TBS）
  - 「三つ首塔 呪われた遺産が招く血の惨劇」（1993年7月5日） - 座光寺玄蔵
  - 「迷路の花嫁 悪霊と血の呪い 城下町に起こる連続殺人事件の謎」（1993年9月20日） - 宮司
  - 「呪われた湖 鬼頭村の惨劇」（1996年1月2日） - 北神家の男衆
- 金曜エンターテイメント / 阿部一族（1995年11月24日、CX） - 島徳右衛門

### 映画
- 勝負は夜つけろ（1964年、大映） - ドスの男 ※デビュー作
- 剣鬼（1965年、松竹）
- 眠狂四郎魔性剣（1965年、大映）
- 無法松の一生（1965年、大映） - 長崎法界坊
- 座頭市逆手斬り（1965年、大映） - 重兵衛一家・三ン下
- 新鞍馬天狗（1965年、大映） - 櫟一平
- 新・鞍馬天狗 五條坂の決闘（1965年、大映） - 山嶽党員
- 陸軍中野学校 雲一号指令（1966年、大映）
- 泥棒番付（1966年、大映） - 沖田
- 兵隊やくざ大脱走（1966年、大映） - 早川上等兵
- 大殺陣 雄呂血（1966年、大映） - 小石
- 大魔神（1966年、大映） - 小郡主水
- 大魔神怒る（1966年、大映） - 御子柴軍隊長
- 大魔神逆襲（1966年、大映） - 百姓
- ある殺し屋（1967年、大映）
- 座頭市鉄火旅（1967年、大映）
- 陸軍中野学校 竜三号指令（1967年、大映）
- 東京博徒（1967年、大映） - 政
- ひとり狼（1968年、大映）
- とむらい師たち（1968年）
- 眠狂四郎人肌蜘蛛（1968年、大映）
- 兵隊やくざ 強奪（1968年、大映） - 解放軍兵士
- 妖怪大戦争（1968年、大映） - 供侍
- 東海道お化け道中（1969年、大映） - 妖怪
- 鬼の棲む舘（1969年、大映） - 武下A
- 秘録怪猫伝（1969年、大映） - 鎌田
- 手錠無用（1969年、大映）
- 笹笛お紋（1969年、大映） - 半助
- ボクは五才（1970年、ダイニチ映配）
- 忍びの衆（1970年、大映） - 大坊主
- 皆殺しのスキャット（1970年、ダイニチ映配） - 前川
- 座頭市と用心棒（1970年、大映） - 賭博場の男 ※ノンクレジット
- 秘録長崎おんな牢（1971年、ダイニチ映配） - 見廻り
- 若き日の講道館（1971年、大映） - 犬神矢助
- 新座頭市・破れ!唐人剣（1971年、ダイニチ映配）
- 新座頭市物語 折れた杖（1972年、ダイニチ映配）
- 御用牙（1972年、東宝） - 竿兵衛の配下
- ジミー・ウォング/冷面虎 復讐のドラゴン（1973年、キングレコード）※ノンクレジット
- 餓鬼草紙[4]（1973年） - 僧 ※主演
  - 高林陽一監督作品
  - マンハイム国際映画祭グランプリ授賞作品、1973年カンヌ映画祭批評家週間参加、テヘラン映画祭招待作品
- 竜馬暗殺（1974年、ATG＝映画同人社） - 密偵・桜
- 本陣殺人事件（1975年、映像京都） - 一柳良介
- お吟さま（1978年、宝塚映像） - 前田玄以
- 必殺4 恨みはらします（1987年、松竹） - 坊主
- 226（1989年、松竹富士） - 村上嘉茂衛門

### その他
- 昭和の不思議101 2020年 夏の男祭号（2020年7月、ミリオン出版） - インタビュー